# Kuki (futebolista)
Sílvio Luiz Borba da Silva, mais conhecido como Kuki (Crateús, 30 de abril de 1971), é um ex-futebolista brasileiro que atua como auxiliar técnico no Náutico desde 2010, no qual é ídolo e é o terceiro maior artilheiro da história do clube.
Com 22 anos de carreira e passagens pelo futebol gaúcho, catarinense e pernambucano e sul-coreano, eternizou-se ídolo do Náutico, com 389 aparições e 184 gols marcados. O atacante chegou ao Timbu em 2001, sob muita desconfiança, uma vez que o então presidente André Campos, que assumiu o Náutico atolado em dívidas, esperava receber um atacante jovem, revelado na segunda divisão do Campeonato Catarinense, onde foi artilheiro no ano de 2000 pelo Inter de Lages. No entanto, diferentemente da revelação de 1,80m que era aguardada, o atleta que chegou ao clube tinha 29 anos, 1,69 m de altura e atendia pelo nome de Kuki. Apesar de se sentir enganado, o mandatário seguiu com o baixinho, que logo virou ídolo da torcida e do clube, que vivia um momento muito difícil e via o rival Sport se aproximar de igualar seu inédito hexacampeonato estadual.
Kuki se profissionalizou no futebol defendendo o Encantado, do Rio Grande do Sul. Depois, passou por Taquariense,  Palmeirense, Ypiranga de Erechim, Veranópolis, Lajeadense e Grêmio Santanense, todos do futebol Gaúcho. Ainda passou por Inter de Lages e Brusque, de Santa Catarina, até chegar ao Náutico, em 2001. No Timbu, começou a se dar bem. Tendo uma passagem rápida pelo Chonbuk, da Coreia do Sul, em 2002, sendo eleito artilheiro da K League daquele ano, ao mesmo tempo em que tornou-se o grande artilheiro do Alvirrubro naquela década. Passou por bons momentos, como títulos estaduais e o acesso para a primeira divisão do Campeonato Brasileiro de Futebol em 2006, mas também viveu momentos complicados, como a Batalha dos Aflitos, em 2005, e em 2007, sendo emprestado para o rival Santa Cruz.
Em 2009, com oito anos no time pernambucano, o atacante balançou as redes em 184 oportunidades, sendo o jogador que mais vestiu a camisa alvirrubra em nove anos.

## Biografia
Nascido em Crateús, extremo oeste do estado do Ceará, aos 7 meses de vida foi levado com sua família para Roca Sales, no Rio Grande do Sul, onde seria criado por Dona Irene, sua avó. Dona Irene foi fundamental na vida de Kuki, seu primeiro emprego teve sua influência, aos 14 anos trabalhando em uma indústria de calçados e conciliava com os estudos e seu sonho de se tornar jogador. Aos 16 anos já estava se destacando nas categorias juvenis em times da sua região, chegando a se apresentar para o Grêmio Foot-Ball Porto Alegrense, porém na época foi rejeitado pelo diretor do Clube. O fato de ter sido rejeitado pelo Grêmio o decepcionou, mais tarde Kuki voltaria ao futebol pelo Esporte Clube Encantado, aos 23 anos, jogando no Campeonato Gaúcho de 1993.

## Carreira

### Início
Ao começar tardiamente a carreira profissional, no Encantado, da cidade do mesmo nome. Foi contratado pelo Esporte Clube Internacional de Lages, onde receberia seu primeiro título oficial como jogador em 2000, sendo artilheiro e campeão da segunda divisão do campeonato catarinense pelo Inter de Lages. Tal conquista o levaria a uma rápida passagem pelo Brusque Futebol Clube conquistando uma meta de 50 gols em poucos meses. Em 2001, conquistou sua meta tanto desejada, sendo contratado pelo Náutico, o presidente da época, André Campos, esperava um jogador alto de 1,80 m e 21 anos, como era dito pelos conselheiros. Quando Kuki chegou, André Campos assustou-se com sua aparência, já tendo 29 anos de idade e pouco menos de 1,70 m, fato que assustou  Muricy Ramalho, na época treinador do Clube Náutico Capibaribe.

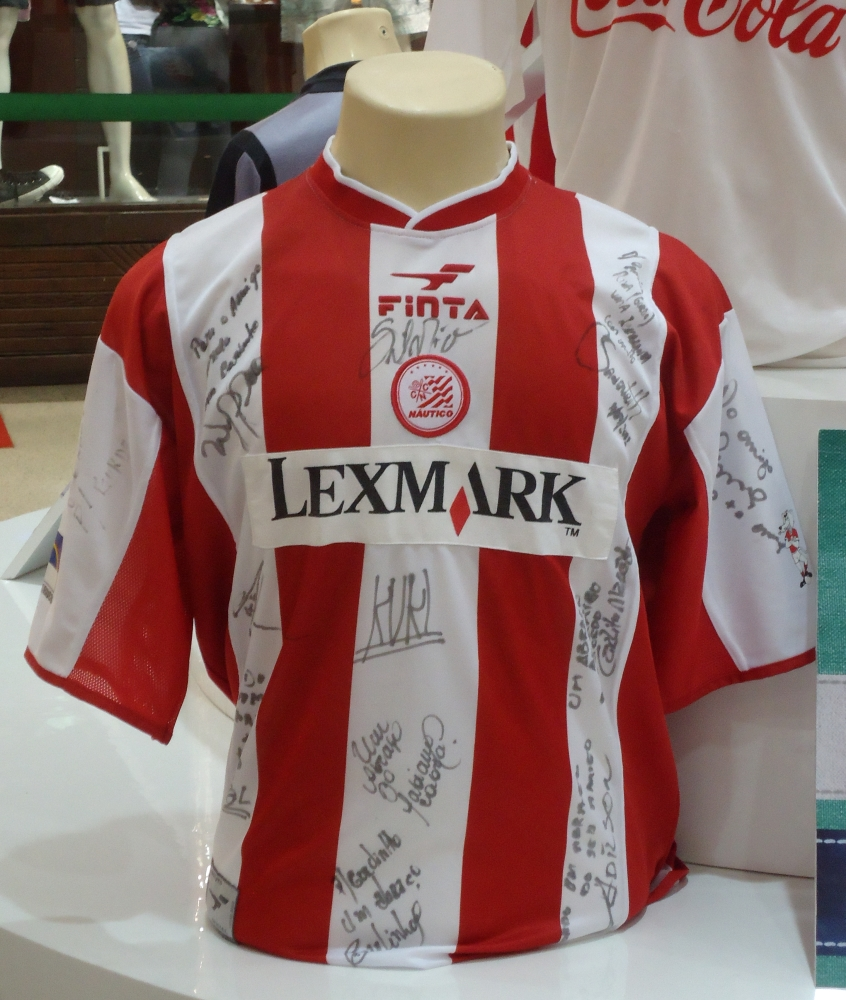
Camisa utilizada pelo Náutico no Campeonato Pernambucano de 2001, autografada pelos jogadores da equipe na época; dentre eles, Kuki

### Náutico

#### 2001
Tido como grande surpresa do Náutico, Kuki fez sua estreia no time profissional em 21 de janeiro de 2001, aos 28 anos, na partida contra o Vitória das Tabocas, no estádio dos Aflitos, pelo Campeonato Pernambucano, porém seu primeiro gol oficial vestindo a camisa alvirrubra foi contra o Botafogo da Paraíba, no Almeidão, em 2001, pela Copa do Nordeste. No mesmo ano, Kuki foi destaque nas semifinais e finais do Campeonato Pernambucano contra o Santa Cruz, destacando-se com a conquista do Campeonato Pernambucano no ano de centenário do Clube Náutico Capibaribe, sendo eleito a revelação do Campeonato Pernambucano. Pelo Campeonato Brasileiro da Série B, Kuki obteve destaque ao lado de Carlinhos Bala, que na época jogava pelo Clube Náutico Capibaribe mas o Náutico acabou terminando na 3ª posição.

#### 2002
Pelo Campeonato Pernambucano, Kuki conseguiu o feito de marcar três gols em dois clássicos; no mais notável, marcou dois gol contra o Intercontinental Futebol Clube do Recife, além de marcar um gol contra o Santa Cruz na campanha em que perdeu por 2-1 e contra o Intercontinental na primeira fase, a partida foi vencida por 4-3. Já nas semifinais, uma vitória nos pênaltis e uma derrota (0-0 na ida e e 1-0 na volta). Apesar da derrota no  Clássico das Emoções, em 27 de junho, o Clube Náutico Capibaribe sagrou-se bicampeão pernambucano, um feito que não se repetia em 17 anos. Em dezembro do mesmo ano, Kuki aceitou uma proposta para transferir-se ao o Jeonbuk Hyundai Motors Football Club, da Coreia do Sul, por aproximadamente 200 mil dólares (equivalente em 2002, a 470 mil reais), inicialmente Kuki exigiu 500 mil dólares pela sua transferência, mas no final foi acordada a sua transferência pelo valor inicial. Pelo Chonbuk, Kuki foi artilheiro da K League de 2002, ao lado do jogador português, Edmilson e Leomar Leiria.

#### 2003
Após o bicampeonato em 2002, o Clube Náutico Capibaribe agora reforçado com Batata do Corinthians, Kuki iniciou a temporada ajudando o clube a classificar-se para as finais da Copa Pernambuco e Campeonato Pernambucano daquele ano. Porém durante as eliminatórias do Campeonato Pernambucano, no caloroso Clássico das Emoções contra o Santa Cruz, o Náutico perdeu em casa pelo placar de 3-0, ainda no mesmo jogo Kuki se desentendeu com o zagueiro Sílvio e deixou o estádio revoltado com o time, mais tarde Kuki foi multado pela diretoria do clube por conduta disleal. Apesar de não conquistar o título pelo clube, Kuki foi novamente o artilheiro do campeonato.
Em 10 de abril, após derrota de 2x1 pelo Atlético Mineiro, Kuki deixou o clube dirigindo um Volkswagen Golf prata, acompanhado de sua noiva Vanessa Soares da Silva, o primo Cláudio Henrique Soares da Silva e sua sogra, e vinha em sua preferência pela rua Conde de Irajá, no bairro da Torre. Ao cruzar pela rua Real da Torre, chocou-se lateralmente com um Chevrolet Corsa, que vinha em alta velocidade e capotou, matando duas pessoas e deixando outros dois feridos. Alessandro Batista, de 20 anos, e outro rapaz identificado apenas como David, morreram na hora da batida, enquanto Josuel Carlos Batista, Fabiano Oliveira, Luís Carlos Soares dos Santos, que também estavam no Corsa, ficaram feridos, e foram internados no hospital Getúlio Vargas. Segundo depoimento de Alessandra Batista, esposa do motorista do Corsa, Luis Carlos Soares dos Santos, o marido saiu à noite com o tio, o irmão dela e mais dois amigos para beber no bairro do Vasco da Gama, e pela hora do acidente, eles estavam alcoolizados e provavelmente voltando do bar.
Ao descobrir que duas pessoas haviam morrido no acidente, Kuki, ficou profundamente abalado com a notícia e o Clube Náutico Capibaribe decretou dez dias de férias para Kuki aliviar-se do estresse do acidente.

#### 2004
Em 2004, o jogador protagonizou mais uma glória do Timbu, na conquista do pernambucano daquele ano, conseguindo o feito de marcar cinco gols em cinco clássicos; no mais notável, um gol contra o Sport, além de marcar contra o Santa Cruz e contra o Central na campanha em que o Náutico perdeu por 1-2. Contra o  Sport na primeira fase, a partida foi vencida na Ilha do Retiro por 3–1. Já na segunda rodada, enfrentou o Santa Cruz conquistando mais uma vitória e um empate (1-0 na ida e 2–2 na volta). O Náutico voltou a vencer outro clássico, dessa vez contra o Petrolina, por 2–0. Já contra o Porto, onde sua equipe perdeu pelo placar de 2–0. Nas finais o Náutico venceu mais uma vez do Santa Cruz (derrota de 1-0 na ida e vitória de 3-0 na volta) conquistando o tricampeonato de Kuki, levando o título de campeão pernambucano para o Náutico e o garantindo na Copa Pernambuco daquele ano. Em agosto de 2004, o Timbu foi jogar em Brasília em busca da liderança do Campeonato Brasileiro de Futebol de 2004 pela Série B, mas antes de enfrentar o Brasiliense Futebol Clube, inesperadamente naquele mesmo dia, o então presidente do Brasil, Luiz Inácio Lula da Silva, o qual é declarado torcedor do Clube Náutico Capibaribe, convocou uma audiência com toda a delegação alvirrubra e tirou foto ao lado dos jogadores da época.

#### 2005

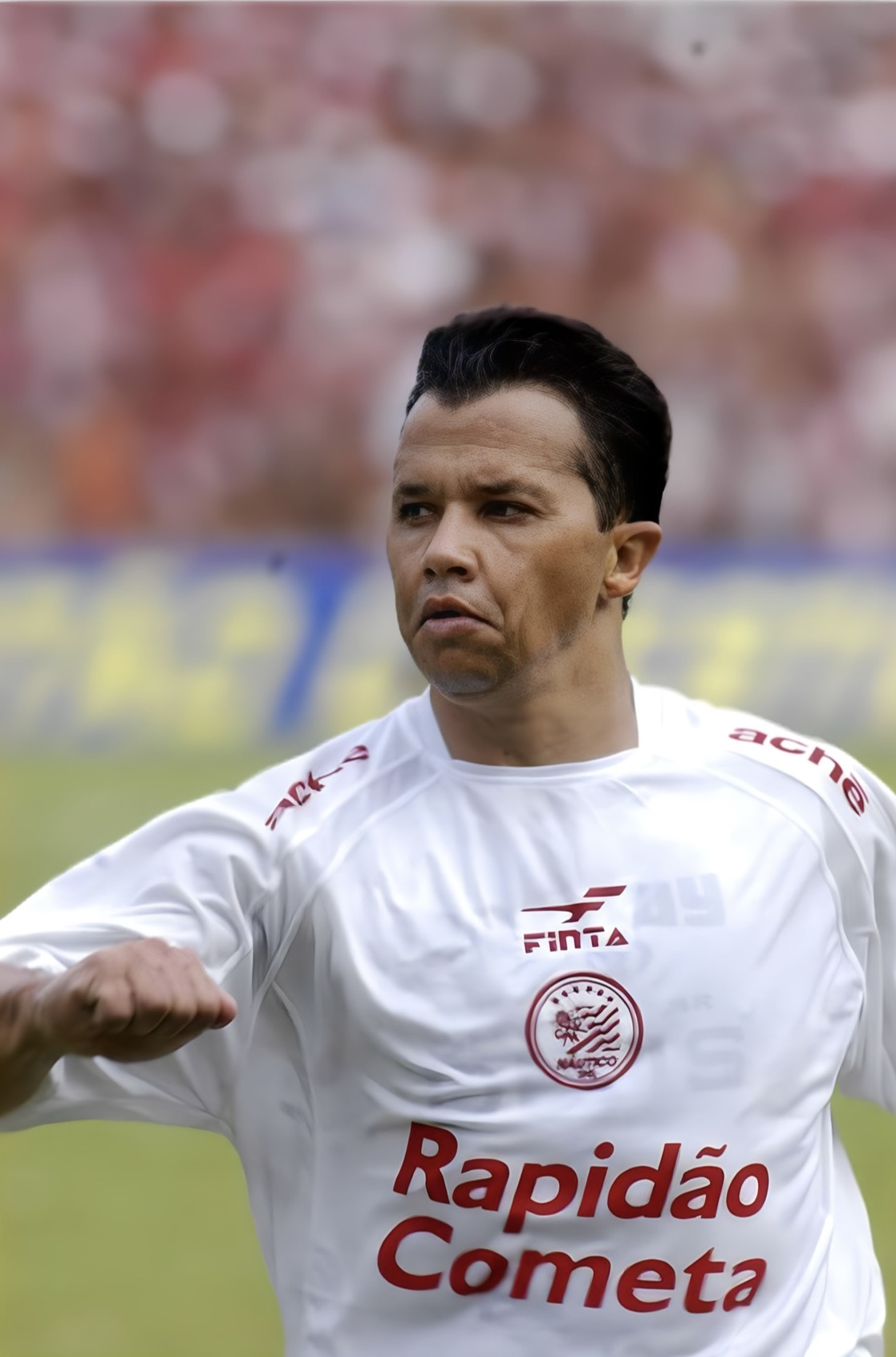
Kuki pelo Náutico em novembro de 2005

Em 2005, Kuki foi novamente artilheiro do Campeonato Pernambucano, com 17 gols. No mesmo ano, Kuki participou de uma das mais atípicas e caóticas partidas do futebol brasileiro, a famosa Batalha dos Aflitos, ocorrida em 26 de novembro de 2005 no Estádio dos Aflitos, marcada na memória de muitos torcedores e rodada em torno de controvérsias e acusações de omissão por parte de Kuki. A partida encerrou com o único gol do Grêmio. O jogador Ademar, zagueiro do Náutico, foi escolhido para bater a penalidade que poderia decretar a falência do clube gaúcho, logo após, Galatto defende a cobrança, e no escanteio resultante, o Grêmio arma um contra-ataque no qual Anderson disparando para o campo de ataque e, sozinho, entrou a dribles na zaga pernambucana para anotar o único gol da partida.
A partida foi amplamente comentada pela imprensa gaúcha, nacional e, inclusive, internacional. Em especial foi ressaltado como o jogo marcava a redenção do Grêmio, que ia fechando uma temporada em baixa com um jogo dramático, mas conseguiu superar todas as dificuldades em apenas setenta e um segundos para voltar à Série A com o título da segunda divisão.

#### 2006
Após o trauma da Batalha dos Aflitos em 2005, onde o Náutico perdeu o acesso de forma dramática contra o Grêmio, Kuki permaneceu no elenco e assumiu papel de liderança dentro e fora de campo. Com a chegada de novos jogadores e a permanência de alguns remanescentes, o elenco foi reestruturado, mas Kuki continuou como referência técnica e emocional da equipe.
Durante a Série B de 2006, o atacante foi protagonista em momentos decisivos. Na estreia do técnico Paulo Campos, Kuki marcou os dois gols da vitória por 2 a 1 sobre o Ceará, com o gol da virada sendo marcado aos 49 minutos do segundo tempo. Mais adiante, em setembro, marcou novamente dois gols na vitória por 2 a 0 contra o Remo, resultado que colocou o Náutico na liderança da competição.
No jogo que garantiu o acesso do clube, na penúltima rodada contra o Ituano, Kuki deu a assistência para o primeiro gol da partida, marcado por Luís Carlos Capixaba. O Náutico venceu por 2 a 0 e garantiu matematicamente o retorno à elite do futebol brasileiro.

### Santa Cruz

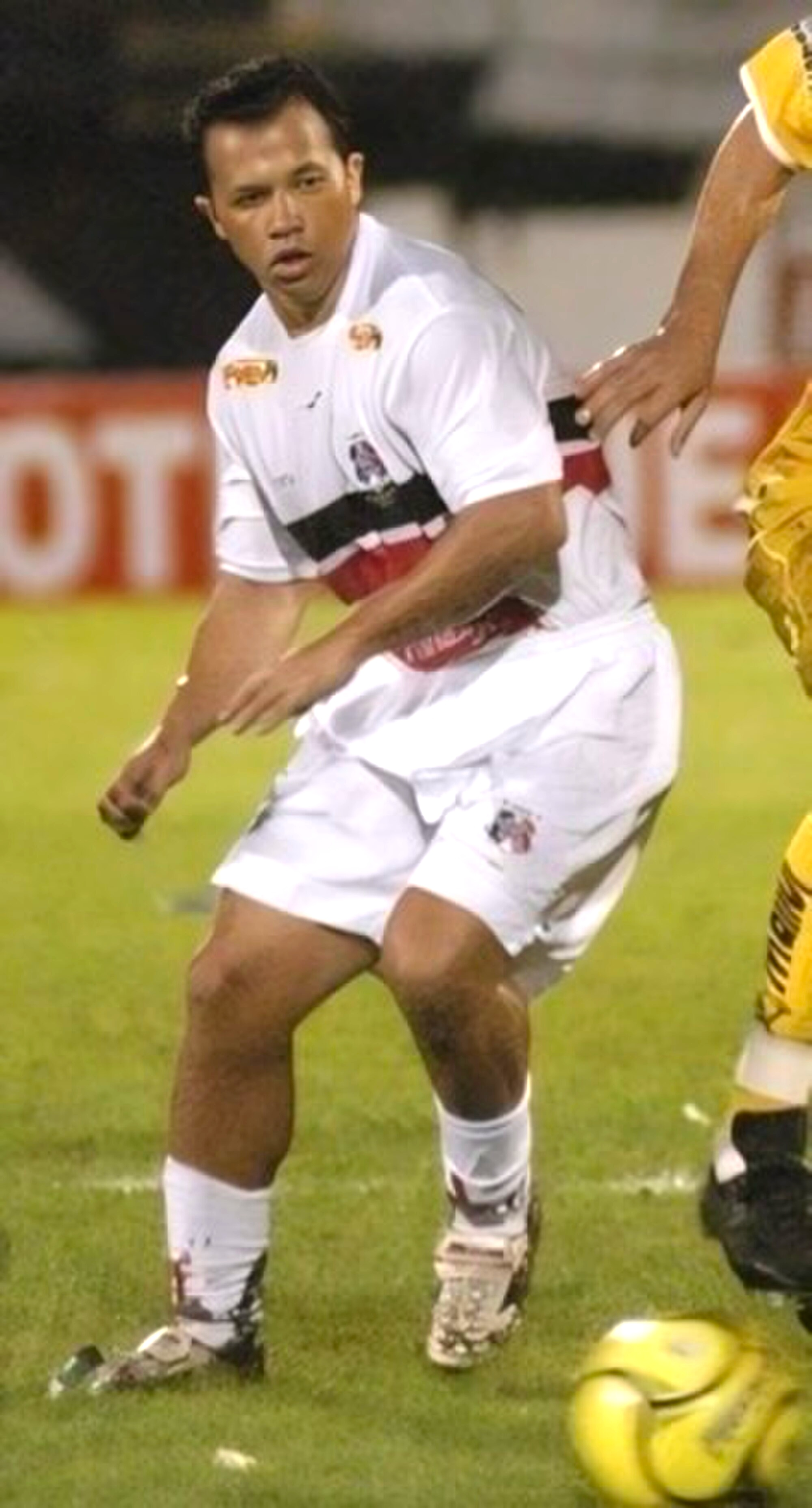
Kuki pelo Santa Cruz em 2007.

A polêmica passagem de Kuki pelo arqui-rival do Clube Náutico Capibaribe, Santa Cruz, em 2007, ocorreu após uma briga de Kuki com a própria torcida do Náutico. Após ser vaiado pela torcida, em uma derrota desastrosa de 4-1 protagonizada pelo Cruzeiro no Estádio Eládio de Barros Carvalho (Aflitos), Kuki se chateou com a torcida do Náutico e semanas após, foi emprestado para o rival do Timbu, Santa Cruz Futebol Clube. Em 25 de julho de 2007, Kuki foi apresentado na sede do Santa Cruz Futebol Clube, como reforço para a Série B do Campeonato Brasileiro daquele ano.
O primeiro gol de Kuki saiu em 10 de agosto de 2007, em uma goleada de 2-1 sobre o Criciúma, no Estádio José do Rego Maciel (Arruda), onde Kuki fez dois gols na mesma partida. Com o bom desempenho anterior no Náutico, Kuki trouxe confiança a torcida tricolor, mesmo em meio ao rebaixamento para a terceira divisão e posteriormente a eliminação na Copa do Brasil, pelo Ulbra de Rondônia.
Ao todo, Kuki marcou 12 gols, sendo o seu último em um duelo contra o São Caetano, onde Kuki chapelou o goleiro arrancando o empate para o tricolor. Apesar disso, o Santa Cruz, que disputava a Série B, acabou rebaixado. Já o Náutico conseguiu se livrar da degola na elite nacional. Com o descenso, o Santa Cruz reformulou o seu elenco para 2008 e devolveu Kuki para o Náutico. Em janeiro de 2008, Kuki foi reintegrado ao Timbu e voltou a ter uma grande relação com o clube, até encerrar a carreira no ano de 2009.

### Volta ao Náutico e sondagem no Bahia

#### 2008
Ao voltar para o Náutico, em 2008, Kuki enfrentou uma série de problemas no Clube Náutico Capibaribe, como lesões e desentendimentos com colegas de equipe, sem muitas chances de participar nos jogos do time. Em maio de 2008, em entrevista a Folha de Pernambuco, Kuki revelou ter sido procurado pelos dirigentes do Esporte Clube Bahia, naquela ocasião, o clube disputava Série B e Kuki seria visto como um importante reforço para o Tricolor de Aço.
Apesar dos vários anos no Náutico e do carinho da torcida, que sempre pedia a sua presença quando o time estava com dificuldades no ataque, Kuki se mostrou animado em ter uma chance de disputar mais jogos e por outra grande equipe do futebol nordestino. Entretanto, o treinador do Bahia, Paulo Comelli, afirmou em outras oportunidades que não gostava do futebol de Kuki, enquanto a diretoria afirmava que tudo poderia acontecer, mas o salário estipulado por Kuki não era compatível com a realidade do clube, além da idade avançada do mesmo.

### Aposentadoria
Era um jogador com muitos recursos técnicos e apresentava uma dedicação acima do habitual. Em 2008, Kuki chegou a marca de 184 gols pelo Náutico, sendo o terceiro maior artilheiro da história do clube, atrás apenas de Bita (223 gols), Fernando Carvalheira (185) e na frente de Baiano (181).
Pelo Brasileirão 2009, contra o Grêmio, Kuki se tornou o jogador que mais vestiu a camisa do Timbu. No estádio dos Aflitos, o atacante disputou seu 386º jogo pelo time alvirrubro. Ao final de sua carreira, Kuki fez 387 jogos pelo Náutico, marcando 179 gols, sendo 1 gol em 9 jogos pelo Náutico no Brasileirão 2009.

### Auxiliar técnico
Em abril de 2010, Kuki tornou-se auxiliar-técnico no Náutico para trabalhar com o treinador Waldemar Lemos. Kuki mantém-se auxiliar técnico do clube mesmo depois de passagens de diversos técnicos, tais como Alexandre Gallo e Vágner Mancini.
Kuki se tornou importante na comissão técnica timbu por fazer trabalhos específicos de finalização ao gol com os atacantes, tendo seu trabalho reconhecido por jogadores como Rony, artilheiro do Náutico na Série B de 2016.
Como auxiliar técnico, Kuki conquistou o título pernambucano de 2018 e o acesso a Série B 2020.

### Memória
Em 15 de janeiro de 2019, Kuki em parceria com o jornalista Marcelo Cavalcante, lançou uma autobiografia intitulada Kuki: Raça Alvirrubra, o livro conta um pouco da história de Kuki na infância e adolescência, na cidade de Roca Sales, interior do Rio Grande do Sul. Sua luta para ser um grande jogador de futebol, as dificuldades da sua vida até a chegada nos Aflitos. O principal foco do livro é a construção e fortalecimento da paixão de Kuki com o Náutico, clube onde ele conquistou três títulos estaduais e a paixão dos torcedores.
Em 26 de maio de 2023, o Clube Náutico Capibaribe, lançou um uniforme da Coleção Ídolos feito em homenagem a Kuki. A camisa, tradicionalmente branca, conta com uma listra em vermelho nas laterais e nas mangas, foi inspirada no padrão utilizado no bicampeonato do Pernambucano de 2002, em que o ex-atacante era um dos destaques do time. A camisa, tradicionalmente branca, conta com uma listra em vermelho nas laterais e nas mangas. Além da camisa, o clube da Rosa e Silva também homenageou seu ex-artilheiro nos vestiários. Convertendo uma das cabines do local com um espaço exclusivo para Kuki nos Aflitos.

## Política
Em 2020, Kuki filiou-se ao Partido Socialista Brasileiro (PSB) com o intuito de concorrer ao cargo de vereador em Recife na eleição municipal de 2020. Kuki angariou 1.329 votos e não foi eleito para o cargo.

## Títulos

### Como jogador
Veranópolis
- Campeonato Gaúcho - Série A2: 1993

Inter de Lages
- Campeonato Catarinense - Série B: 2000

Náutico
- Campeonato Pernambucano: 2001, 2002 e 2004
- Taça Centenário do Clássico dos Clássicos: 2009

Chonbuk
- Copa do Leste Asiático: 2002
- Copa da Coreia do Sul: 2002

### Como auxiliar-técnico
Náutico
- Campeonato Pernambucano: 2018, 2021, 2022
- Campeonato Brasileiro Serie C: 2019[carece de fontes?]
- Copa Pernambuco: 2011

## Artilharias
Lajeadense
- Campeonato Gaúcho - 2ª Divisão: Artilheiro de 1997 com 22 gols

Inter de Lages
- Campeonato Catarinense - Série B: Artilheiro de 2000 com 32 gols

Náutico
- Copa do Nordeste: Artilheiro  de 2001 com 12 gols
- Campeonato Pernambucano: Artilheiro de 2001 com 14 gols
- Campeonato Brasileiro - Série B: Vice-artilheiro de 2001 com 14 gols
- Campeonato Pernambucano: Artilheiro de 2003 com 16 gols
- Campeonato Brasileiro - Série B: Artilheiro de 2004 com 15 gols
- Campeonato Pernambucano: Artilheiro de 2005 com 17 gols
- Copa do Brasil: Artilheiro de 2007 com 5 gols

Chonbuk
- K League: Artilheiro de 2002 com 17 gols